# Melanophryniscus macrogranulosus
Espèce
Statut de conservation UICN

 VU B1ab(iii) : Vulnérable
Melanophryniscus macrogranulosus est une espèce d'amphibiens de la famille des Bufonidae.

## Répartition
Cette espèce est endémique de Torres dans l'État du Rio Grande do Sul au Brésil.

## Publication originale
- Braun, 1973 : Nova espécie do gênero Melanophryniscus Gallardo, 1961 do Estado do Rio Grande do Sul, Brasil (Anura, Brachycephalidae). Iheringia, sér. Zoologia, Porto Alegre, no 44, p. 3-13 (texte intégral).